# المیر کدیزاوچ
المیر کدیزاوچ (انگلیسی: Elmir Kuduzović؛ زادهٔ ۲۸ فوریهٔ ۱۹۸۵) یک بازیکن فوتبال اهل بوسنی و هرزگوین است.
وی همچنین در تیم ملی فوتبال بوسنی و هرزگوین بازی کرده است.